# زنانه‌سازی (جامعه‌شناسی)

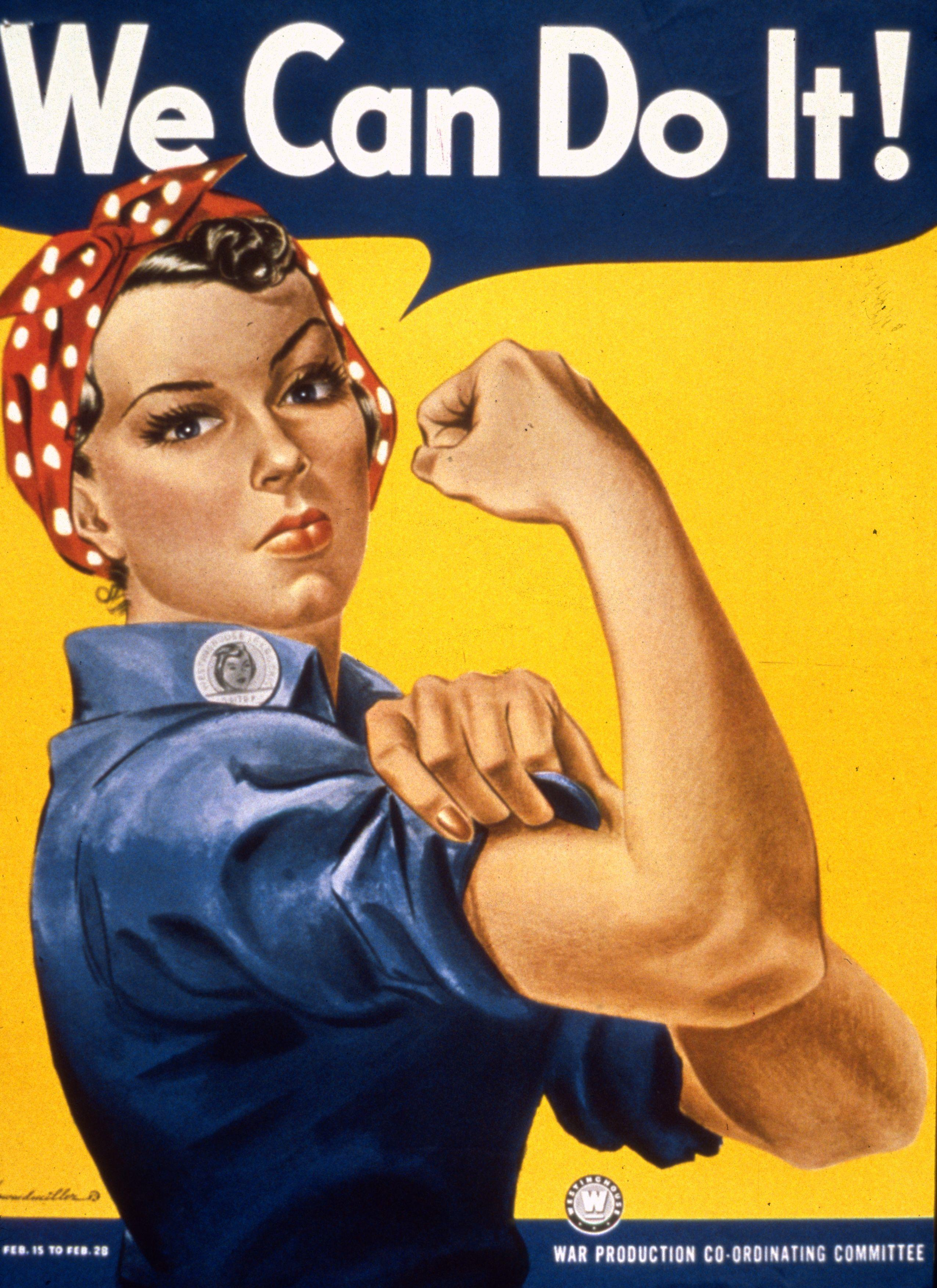
we can do it

زنانه‌سازی (به انگلیسی: Feminization) در جامعه‌شناسی به معنی سوق دادن نقش‌های جنسیتی در اجتماع به سمت تمرکز بر زنانگی و همچنین ورود زنان به کارها و حرفه‌هایی که زمانی تحت سلطه مردان بوده نیز می‌باشد.

## مثال‌هایی از زنانه‌سازی در جامعه
- افزایش معلمان زن و همچنین افزایش دانش‌آموزان زن در تحصیلات عالی و برنامه‌های آموزشی که برای روند یادگیری زنان مناسب‌تر می‌باشند نمونه ای از زنانه‌سازی در آموزش است.[۲]

زنان در جامعه امروزی، نقش هایی همچون رانندگی ماشین های سنگین، موتور و تاکسی هایی را دارند که روزی تنها در اختیار مردان بود و تلقی از این حرفه، مردانه بود.

## زنانه‌سازی نیروی کار
زنانه شدن نیروی کار در انجمن‌های امروزی از این جهت گریزناپذیر است که زنان نیمی از نیروی کار را تشکیل می‌دهند و همچنین از آن‌ها به‌عنوان یک نیروی سودآور بالقوه رونمایی می‌شود.